# Juan Quintana
Juan Ignacio Quintana Silva (Progreso, Uruguay; 4 de enero de 2000) es un futbolista uruguayo. Juega de extremo y su equipo actual es el River Plate de Montevideo.

## Trayectoria
Quintana comenzó su carrera en 2020 en el River Plate de Montevideo de la Primera División de Uruguay. Disputó 8 encuentros en su primer año. Entre 2022 y 2023, fue cedido a La Luz Fútbol Club de la Segunda División de Uruguay, ganando el ascenso a Primera en 2022.
Para la temporada 2024, fue cedido al Club Atlético Banfield de la Primera División de Argentina.

## Estadísticas
Actualizado al último partido disputado el 18 de febrero de 2024.
| Club                  | Div.          | Temporada     | Liga  | Liga  | Copas nacionales | Copas nacionales | Copas internacionales | Copas internacionales | Total | Total |
| Club                  | Div.          | Temporada     | Part. | Goles | Part.            | Goles            | Part.                 | Goles                 | Part. | Goles |
| --------------------- | ------------- | ------------- | ----- | ----- | ---------------- | ---------------- | --------------------- | --------------------- | ----- | ----- |
| River Plate · Uruguay | 1.ª           | 2020          | 8     | 0     | —                | —                | 0                     | 0                     | 8     | 0     |
| River Plate · Uruguay | 1.ª           | 2021          | 4     | 0     | —                | —                | —                     | —                     | 4     | 0     |
| River Plate · Uruguay | Total club    | Total club    | 12    | 0     | 0                | 0                | 0                     | 0                     | 12    | 0     |
| La Luz · Uruguay      | 2.ª           | 2022          | 21    | 1     | 7                | 1                | —                     | —                     | 28    | 2     |
| La Luz · Uruguay      | 1.ª           | 2023          | 35    | 7     | 0                | 0                | —                     | —                     | 35    | 7     |
| La Luz · Uruguay      | Total club    | Total club    | 56    | 8     | 7                | 1                | 0                     | 0                     | 63    | 9     |
| Banfield Argentina    | 1.ª           | 2024          | 0     | 0     | 3                | 1                | —                     | —                     | 3     | 1     |
| Banfield Argentina    | Total club    | Total club    | 0     | 0     | 3                | 1                | 0                     | 0                     | 3     | 1     |
| Total carrera         | Total carrera | Total carrera | 68    | 8     | 10               | 2                | 0                     | 0                     | 78    | 10    |